# Драконови
Вижте пояснителната страница за други значения на Дракон.
Драконови (Trachinidae) е семейство от 8 настоящи вида риби, известни под названието Weevers или Weaverfish. 6 от представителите обитават водите на източен Атлантическия океан, а един от тях (Trachinus cornutus) – югоизточния регион на Тихия океан.

## Етимология
Даденото от Карл Линей име е от средновековно-латинското име на рибата trachina, което на свой ред произлиза от древногръцкото τρᾱχύς, значещо „груб“.

## Видове
- Spotted weever, Trachinus araneus Cuvier, 1829.
- Guinean weever, Trachinus armatus Bleeker, 1861.
- Sailfin weever, Trachinus collignoni Roux, 1957.
- Trachinus cornutus Guichenot, 1848.
- Морски дракон, Trachinus draco Linnaeus, 1758.
- Striped weever, Trachinus lineolatus Fischer, 1885.
- Cape Verde weever, Trachinus pellegrini Cadenat, 1937.
- Starry weever, Trachinus radiatus Cuvier, 1829.

### Изчезнали видове
- Oligocene Carpathian weever, Trachinus minutus (Jonet, 1958)
- Miocene weever, Trachinus draculanus Heckel, 1849